# Little Red Decides
 (mai 2024).
Pour plus de détails, voir Fiche technique et Distribution.
Little Red Decides est un film américain réalisé par Jack Conway, sorti en 1918.

## Synopsis
Après la mort de ses parents, "Little Red" est adopté par les cowboys du ranch du colonel Ferdinand Aliso. Le révérend Jones et ses paroissiens protestent, mais les cowboys, et tout particulièrement Duck Sing, le cuisinier chinois du ranch, sont si en amour devant cet enfant qu'ils acceptent de donner leur argent à l'église pour calmer la congrégation. Après que Little Red a failli mourir d'une pneumonie, le Docteur Kirk insiste pour que l'enfant vive soit avec le pasteur, soit que l'un des cowboys se marie afin que l'enfant ait une mère. Pendant que l'enfant est en convalescence chez le révérend, Tom Gilroy est désigné par ses collègues pour faire la cour aux femmes pouvant se marier dans le village, une veuve et deux vielles filles. À son grand soulagement, toutes les trois déclinent sa proposition. Finalement, Duck Sing kidnappe Little Red, et le colonel, ému, adopte légalement l'enfant.

## Fiche technique
- Titre original : Little Red Decides
- Réalisation : Jack Conway
- Scénario : Jack Cunningham, d'après une nouvelle de William M. McCoy
- Photographie : Elgin Lessley
- Société de production : Triangle Film Corporation
- Société de distribution : Triangle Distributing Corporation
- Pays de production :  États-Unis
- Langue originale : anglais
- Format : noir et blanc — 35 mm — 1,37:1 — Film muet
- Genre : Comédie dramatique, Western
- Durée : 50 minutes (5 bobines)
- Date de sortie :
  - États-Unis : 24 février 1918
- Licence : Domaine public

## Distribution
- Barbara Connolly : Little Red
- Goro Kino : Duck Sing
- Frederick Vroom : colonel Ferdinand Aliso
- Jack Curtis : Tom Gilroy
- Walter Perry : "Two Pair" Smith
- Jean Hersholt : "Sour Milk"
- Frank MacQuarrie : révérend Jones
- Nellie Anderson : Mme Jones
- Margaret Cullington : Miss Hanly
- Alice Davenport : veuve Bolton
- Maude Handforth : Eliza Squires
- Percy Challenger : "Little Doc"
- George Pearce : docteur Kirk
- Curley Baldwin : le contremaître
- Betty Pearce : Miss Wattles